# Stopień Wodny Dąbie
Stopień wodny Dąbie – stopień wodny na Wiśle znajdujący się w Krakowie na Dąbiu, zbudowany w latach 1957–1961.
Most nad stopniem wodnym zbudowano w 1966 roku. Stoi na 10 przęsłach, ma 230 metrów długości i 13,4 metra szerokości. Łączy krakowskie dzielnice Grzegórzki (ul. Ofiar Dąbia) i Podgórze (ul. Stoczniowców). Na moście w każdym kierunku prowadzi po 1 pasie ruchu samochodowego, a po bokach znajdują się chodniki dla pieszych.

## Funkcje stopnia wodnego

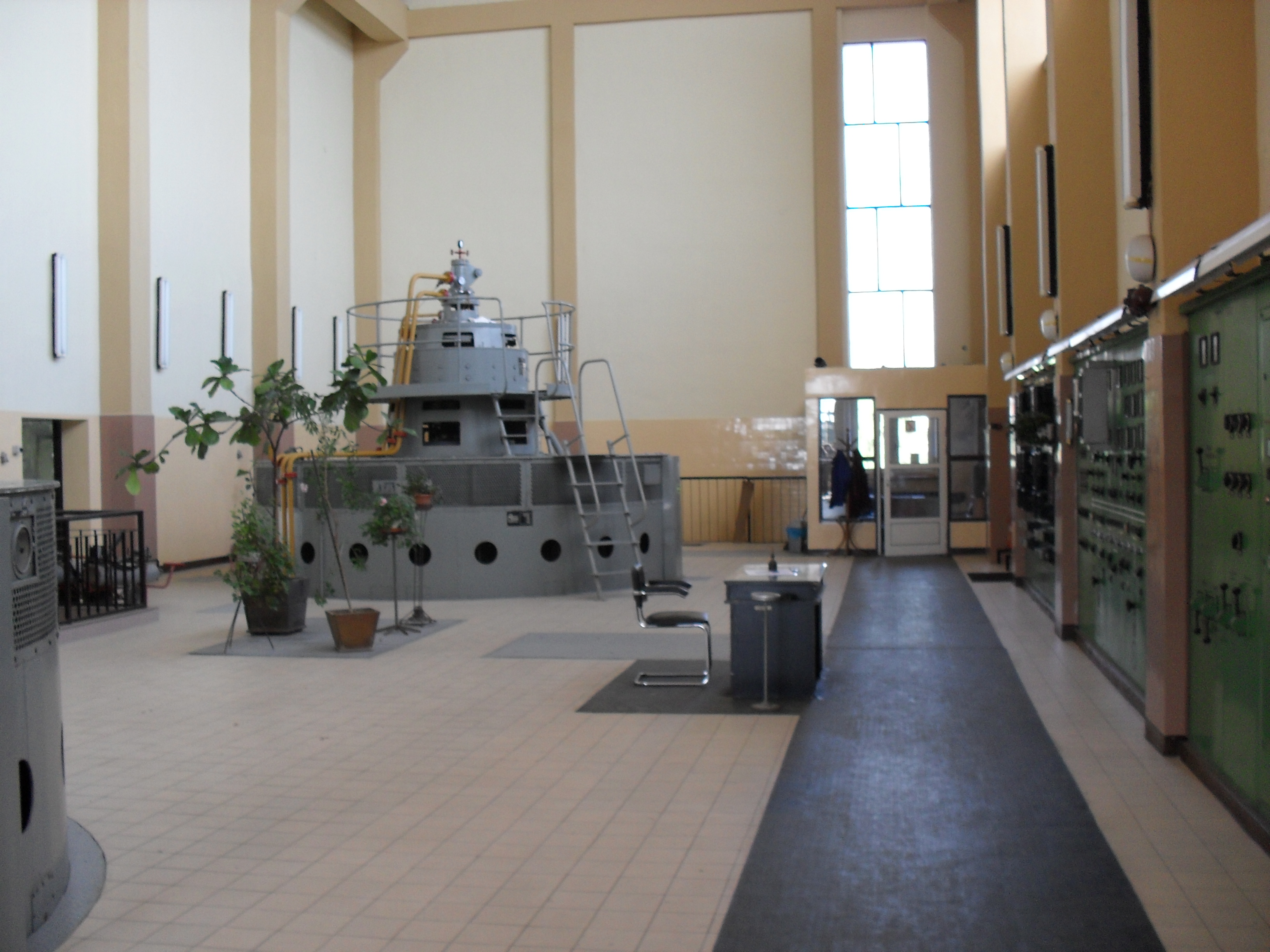
Hydrogeneratory wewnątrz elektrowni.

Na hydrotechniczne elementy stopnia wodnego składają się jaz (posiadający 5 przęseł zamykanych zasuwami płaskimi z klapą lodową), śluza, zapora ziemna, sterownia, przepławka dla ryb oraz mała elektrownia wodna (o mocy 2,9 MW). Elektrownia Dąbie jest jedną z sześciu elektrowni wchodzących w skład Zespołu Elektrowni Wodnych Rożnów. Pozostałe to: Elektrownia Rożnów, Elektrownia Czchów, Elektrownia Przewóz, Elektrownia Olcza, Elektrownia Kuźnice.
Stopień wodny ułatwia żeglugę na Wiśle w centrum Krakowa oraz hamuje procesy erozji dennej, jakie zachodzą na tym odcinku od czasu jego uregulowania i skrócenia poprzez likwidację meandrów. Erozja ta mogłaby stanowić zagrożenie dla bulwarów i mostów w Krakowie. Podwyższenie lustra wody podniosło walory krajobrazowe rzeki w centrum miasta i zwiększyło atrakcyjność bulwarów wiślanych.
Stopień wodny Dąbie jest jednym z elementów kaskady Górnej Wisły – poprzedza go stopień wodny Kościuszko, a kolejnym jest stopień wodny Przewóz.

## Parametry elektrowni
- Moc osiągalna – 2,94 MW
- Liczba hydrogeneratorów – 2 (po 1,47 MW)
- Przepływ przez turbiny – 105 m³/s
- Średnia roczna produkcja energii – 12 GWh